# Старий млин
«Старий млин» (англ. The Old Mill) — короткометражний мультфільм студії Walt Disney. Прем'єра відбулась 5 листопада 1937 року. У 1938 році мультфільм отримав премію «Оскар» як найкращий анімаційний короткометражний фільм.

## Сюжет
Занедбаний млин став домівкою для різних птахів та мишей, до них приєднались жаби, цвіркуни та світлячки, що пристосувались до життя поруч зі старим млином.
Коли настає буря та виникає сильна гроза, усі тваринки ховаються в укритті млина та перечікують негоду. Але настане ранок і всі переживання минулої ночі залишаться позаду.

## Цікаві факти
- Волт Дісней вперше застосував багатопланову камеру, завдяки чому мультфільм має реалістичні сцени поведінки тварин, комплексне освітлення, колірні ефекти, зображення дощу, вітру, блискавки, брижів, тривимірні обертання об'єктів;
- У 1994 році мультфільм був внесений до 50 найкращих анімаційних короткометражних фільмів усіх часів (№ 14);
- У мультфільмі використано музику Йоганна Штрауса I.